# Cầu Thiên niên kỷ (Luân Đôn)
Cầu Thiên niên kỷ (tên chính thức được gọi là London Millennium Footbridge) là một cây cầu dây võng dành cho người đi bộ băng qua sông Thames ở Thủ đô Luân Đôn của nước Anh. Cây cầu nối liền Bankside với quận tài chính của thành phố Luân Đôn với tổng chiều dài là 320 mét.
Việc xây dựng do kiến trúc sư Norman Foster thiết kế bắt đầu vào năm 1998, và khánh thành vào tháng 6 năm 2000. Đây là một cây cầu treo có thiết kế khá nông, được thiết kế cho phép người đi bộ không bị cản trở tầm nhìn và hoàn toàn có thể thoải mái quan sát quang cảnh xung quanh dòng sông.
Cây cầu hiện được sở hữu và duy trì bởi Bridge House Estates, một quỹ từ thiện được giám sát bởi City of London Corporation. Vào ban ngày, cây cầu trông như một dải ruy băng bằng thép, nhưng khi trời tối, bất kỳ ai cũng có thể trông thấy nó giống như một lưỡi dao ánh sáng.

## Văn hóa đại chúng

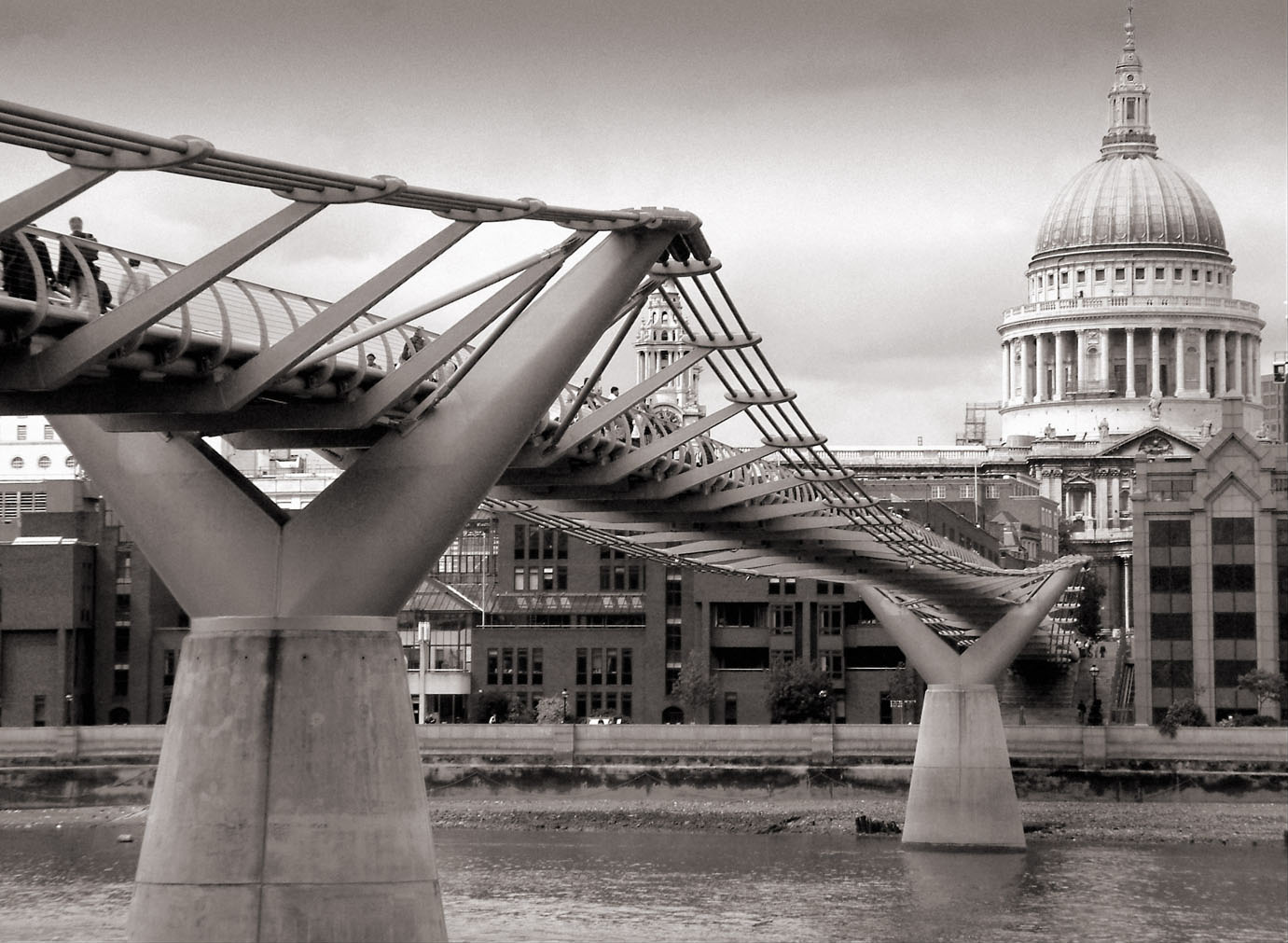
Cầu Thiên niên kỷ với Nhà thờ Thánh Paul ở phía sau

Hình dạng thanh mảnh của cây cầu đã thu hút rất nhiều nhà làm phim. Trong Harry Potter và Hoàng tử lai, khi các Tử thần Thực tử xâm chiếm thế giới Muggle và đã làm cây cầu bị phá hủy trong bộ phim.